# Varecia rubra
O varecia-vermelho (Varecia rubra) é uma espécie de lêmure endémico de Madagáscar. Habita somente no Parque Nacional de Masoala, a nordeste da ilha.
Pesam até 2 kg e têm uma esperança de vida de 20 anos em estado selvagem. Alimentam-se de frutos, folhas e sementes. O seu período de gestação é de aproximadamente 100 dias, findo o qual nasce uma prole com até 6 crias.